# 004型航空母舰
004型航空母舰是中国人民解放军海军航母建造计划中的第四个航空母舰型号，也是中国自主建造的第三型航母。与之前的003型航母一样，004型航母也将具备弹射辅助起飞拦阻回收系统，可以用电磁弹射器弹射舰载机和无人机。但与003型所不同，004型的排水量将更大，据猜测将超过10万吨级，更有人猜测将是中国第一艘采用核动力推进系统的航母型号，并且可以产生足够的电力为目前正在开发的激光武器和磁轨炮提供动力。首舰预计将在2030年左右服役。

## 发展

### 研究
据报道，中国中央政府将斥资220亿元人民币（33亿美元）用于开发将在甘肃省武威市建造的两座2兆瓦级的液态钍基熔盐反应堆原型，由中国科学院上海应用物理研究所自主设计并营运，在2023年6月获得运行许可。中国人民解放军海军对此技术为其军舰和航空母舰提供动力表现兴趣。
2018年6月，中国核工业集团公开招标一艘核动力破冰船，观察人士认为这可能有助于进一步发展对核动力航母的技术和专业知识。
在2023年12月5日开幕的第21届上海国际海事会展上，中国船舶集团旗下江南造船厂正式发布全球首型2.4万标准箱（TEU）级别的核动力集装箱船的船型设计，并获得挪威船级社（DNV）的原则性认可证书。据江南造船介绍，该型船将采用国际上先进的第四代熔盐反应堆。许多人猜测这是为在004型航母上装配核动力反应堆进行技术试验。

### 建造
2017年底，江南造船厂安装了一座1,600吨级龙门起重机，有媒体和自媒体造势其可能用于建造004型航母。
2018年3月，中国船舶重工集团的一次泄密事件表明，004型核动力航母也将成为其投资组合的一部分。2018年4月，澳大利亚新闻集团旗下的新闻网站news.com.au声称004型的金属切削始于2017年12月。
2022年底，大連船舶重工集團有限公司公佈了一批為建造航艦所需設備的中標名單，其中包括中國核動力研究設計院的核反應堆子系統。因此有專家推算，004號航母將在2023年開建。
2024年3月5日，海軍政委袁華智在全國兩會期间被媒體记者采访，对第四艘航母建造进度回应没有技术瓶颈，是否采用核动力“很快會公佈”。

## 舰载机
004型预计將会搭载與福建號航空母艦相同，但数量更多的歼-15T、和殲-15D、歼-35、空警-600空中预警机、反潜直升机和隐身无人机等。